# 아덴 보호령
아덴 보호령(영어: Aden Protectorate, 아랍어: محمية عدن)은 남아라비아에 위치해 있던 대영제국의 보호령으로, 오늘날의 예멘 공화국 남부에 해당한다.

## 역사
영국이 영국령 인도로 향하는 주요 항구를 확보하기 위해 1839년 항구도시 아덴을 장악한 이후, 1872년부터 아덴의 내륙 지역에 있는 9개 소국과 비공식적인 보호 협정을 맺으며 아덴 보호령이 시작되었다. 이후 영국은 1886년 마흐라 술탄국과의 공식 보호 조약부터 시작하여 1954년 맺어진 마지막 조약에 이르기까지 이를 천천히 공식화하였다. 이를 통해 영국은 아덴 및 주변 지역에 더하여 동쪽의 역사적인 하드라마우트 지역까지 관할했으며, 이후 이 영토는 남예멘의 전신이 된다.
초기에 아덴 보호령에 속한 정치체들의 경계는 물론 그 수도 자주 변동이 있을 정도로 행정력이 미치지 않았으나, 1930년대 이후 영국이 13개 보호국들과 자문 조약을 체결하여 국내 정치에 개입하며 통치를 안정시켰다. 1940년대 후반부터 1950년대 초까지 북쪽으로 인접한 예멘 왕국의 종교 통치자로서 예멘 통합주의자이던 아흐마드 빈 야흐야 왕의 군대와 여러 차례 국경분쟁을 겪었다.
1950년대 말부터는 내부적으로 아랍 민족주의의 유행으로 반영 감정이 커지기 시작했다. 이에 따른 1956년 수에즈 위기 이후 아덴의 지정학적 중요성에 주목한 영국의 관심과 민족주의자들의 압력에 경계를 느낀 아덴 보호국들의 통치자들의 이해관계 일치로, 아덴 보호령은 서부 지역은 1959년 남아라비아 토후국 연방을 거쳐 1962~1963년에 아덴 시를 포함하여 남아라비아 연방으로 이행하였고 동부 지역은 남아라비아 보호령으로 분리되며 폐지되었다. 이 남아라비아 연방은 수립 이후 얼마 지나지 않아 아랍 민족주의자들의 대규모 무장 반란(아덴 비상사태)이 일어나 혼란에 빠졌고, 이 반란은 1967년까지 이어진 끝에 성공하여 연방 토후국 폐지와 남예멘 인민 공화국 수립으로 이어졌다.

## 같이 보기
- 예멘의 역사
- 남예멘